# 大眾商業銀行
大眾商業銀行（簡稱大眾銀行、大眾銀），是臺灣一家已經結束營業的商業銀行，1992年3月18日成立，2018年1月1日併入元大商業銀行。

## 歷史

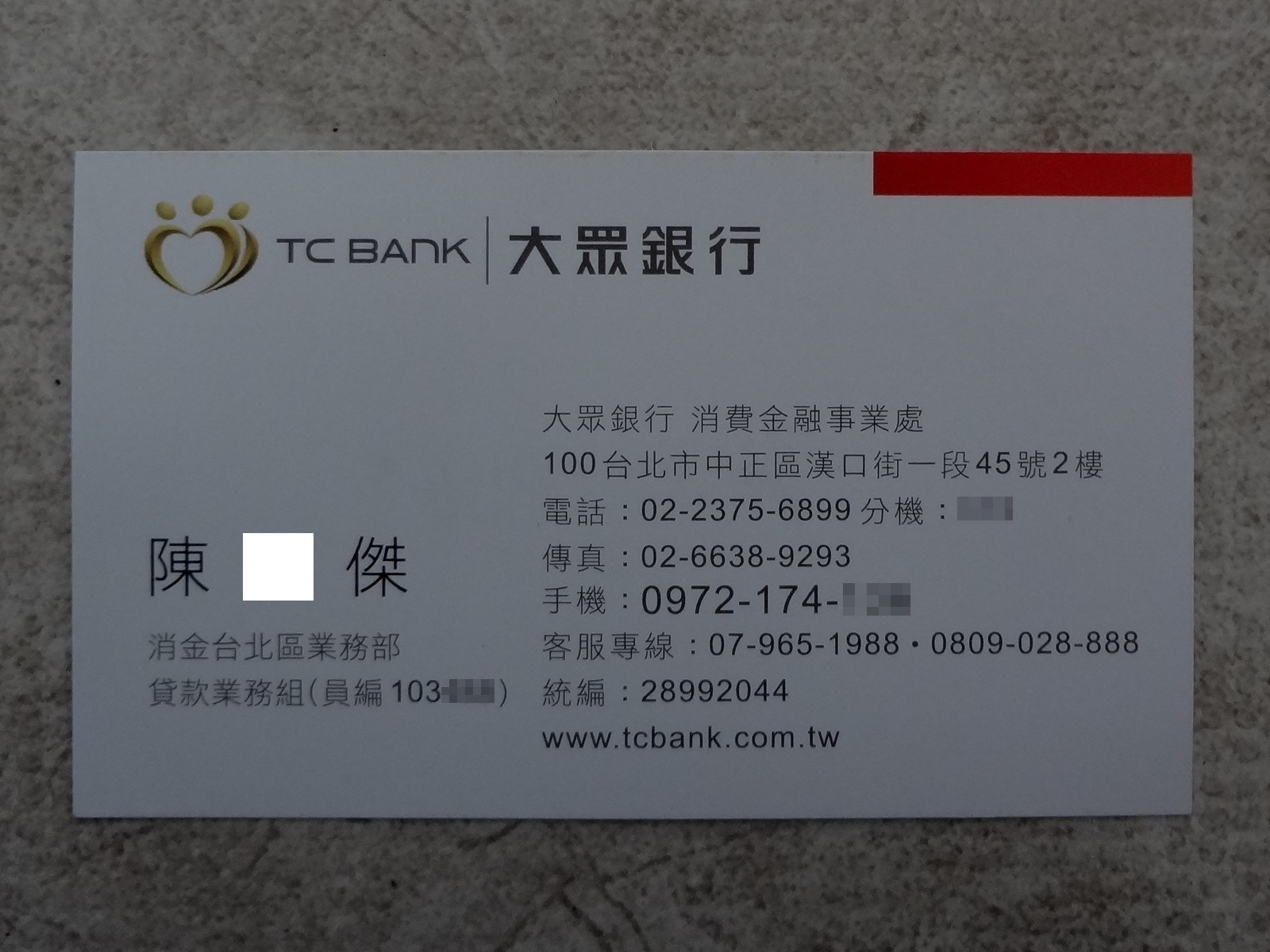
2015年大眾銀行員工名片

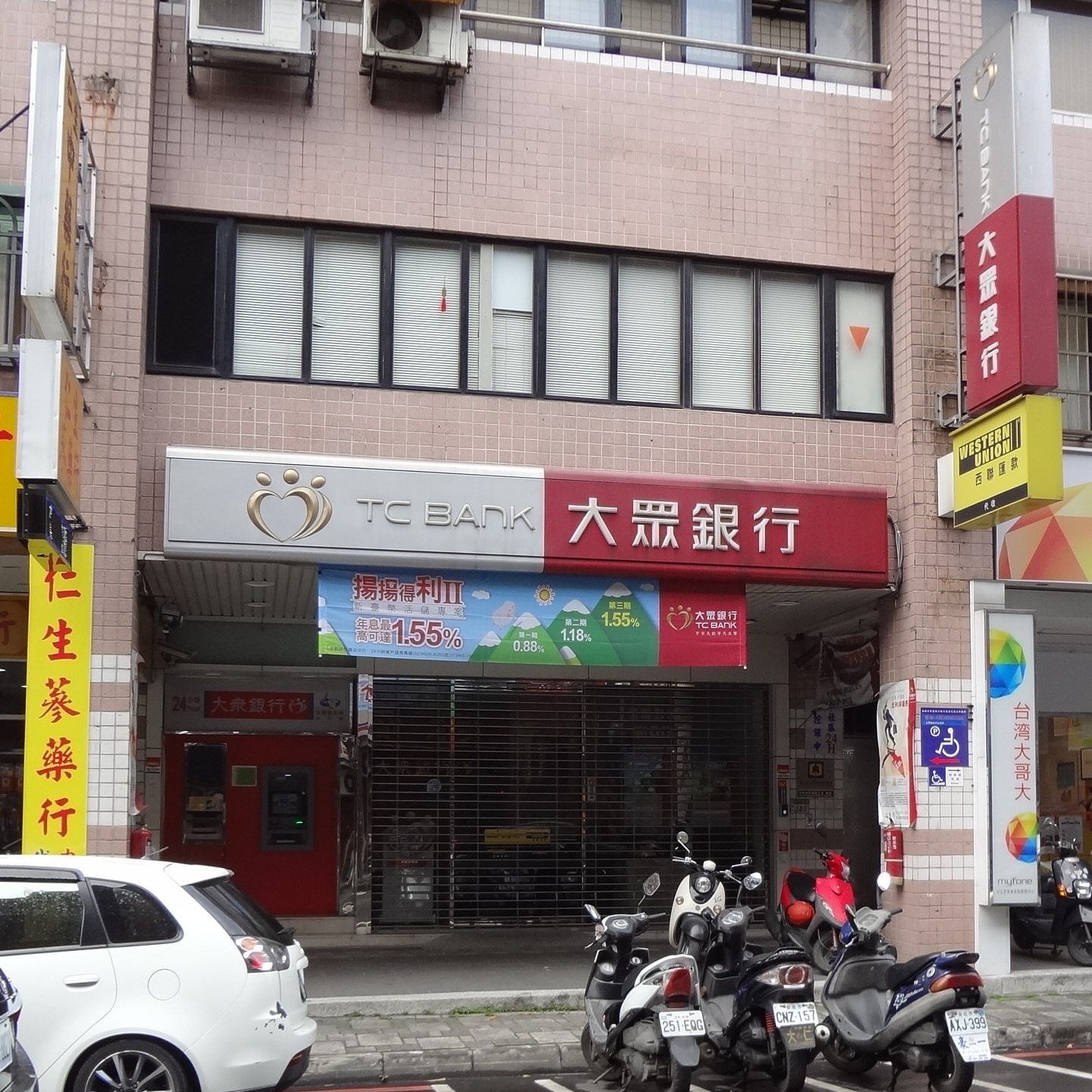
大眾銀行汐止簡易型分行

大眾銀行於1990年由陳田錨發起成立，最初主要股東包括陳田錨、台塑集團 ，成立時資本額新台幣一百零五億元，總行設於高雄市苓雅區中正二路。
大眾銀行於1992年4月2日開始營業 ，股票於1996年1月30日在中華民國證券櫃檯買賣中心上櫃、1999年2月4日在臺灣證券交易所上市，上市時使用股票代號為2847。
1994年，大眾銀行陸續於台北市設立國外部、儲蓄部、信託部，開始將經營重心移往台北市 ，最終於2012年9月3日將總行遷移至台北市。
1995年，大眾銀行成立子公司大眾票券金融公司；但隨著大眾票券業務量減少，大眾銀行於2001年5月29日將大眾票券併回。
1998年6月1日，大眾商業銀行概括承受台南市第十信用合作社。2009年9月1日，大眾銀行再以新台幣4.83億元併入高雄市第二信用合作社。
2002年12月，大眾銀行推出現金卡「大眾Much現金卡」，藝人曹啟泰擔任廣告代言人，電視廣告台詞「借錢是高尚的行為」引發爭議。2003年1月24日，行政院新聞局廣播電視事業處電視廣告諮詢會議建議，大眾Much現金卡電視廣告歸類為輔導級廣告，限制在23點至隔日6點間播出；但行政院新聞局局長葉國興表示，借錢行為在社會倫理中並無定義好壞，這項延播建議的執行仍有待商榷。大眾Much現金卡電視廣告製作人范可欽打電話給行政院新聞局主任秘書吳水木，吳水木安慰范可欽：「新聞局這個決定是四贏：1.媒體爭相報導，讓大眾銀行的知名度迅速上漲。2.家長們開始注意兒女的現金使用流向。3.大眾銀行決定趕緊製作第二支廣告，匚合創意（范可欽的公司）又多了一筆生意。4.新聞局也回應了社會的要求。」2003年1月27日，大眾銀行召開記者會說明大眾Much現金卡之推出及廣告訴求之初衷，之後修正大眾Much現金卡電視廣告內容，曹啟泰續任廣告代言人，強調因為「你會還、而且還得起」、所以「借錢是高尚的行為」；此後因廣告策略運用，大眾Much現金卡電視廣告曾以「容光煥發」、「神采發揚」等語輔佐說明「借錢是高尚的行為」的積極正面態度。
2003年12月19日，行政院公平交易委員會認定，大眾Much現金卡廣告文宣強調「零開辦費」或「零手續費」之優惠，但未註明持卡人須繳交徵信費新臺幣100元，構成廣告不實，違反《公平交易法》第21條第3項準用同條第1項之規定，故裁處大眾銀行新臺幣二十萬元罰鍰並命令立即停止此行為。
2006年，光陽工業持續買入大眾銀行股票，成為大眾銀行主要股東之一。
2007年，由於不良資產過多，大眾銀行引進凱雷集團增資新台幣215億元，由凱雷集團及雄賀共同入股大眾銀取得37%的股權，並由凱雷集團取代陳田錨負責主導大眾銀行的運作。
2016年，元大金控以新臺幣565.5億元收購大眾銀行100%股權，其股票同年3月22日股票下市並成為元大金控子公司，2018年1月1日併入元大銀行後消滅，後續在整併後引發諸多狀況，從副董事長陳建平閃電辭職，陸續導致爆發數百名員工出走潮。